# Morgane Patru
Morgane Patru (Lyon, 7 de febrero de 1998) es una deportista francesa que compite en esgrima, especialista en la modalidad de florete.
Ganó dos medallas de plata en el Campeonato Mundial de Esgrima, en los años 2023 y 2025, y una medalla de plata en el Campeonato Europeo de Esgrima de 2025. En los Juegos Europeos de Cracovia 2023 consiguió una medalla de plata en la prueba por equipo.

## Palmarés internacional
| Campeonato Mundial | Campeonato Mundial | Campeonato Mundial | Campeonato Mundial  |
| Año                | Lugar              | Medalla            | Prueba              |
| ------------------ | ------------------ | ------------------ | ------------------- |
| 2023               | Milán (Italia)     | Medalla de plata   | Florete por equipos |
| 2025               | Tiflis (Georgia)   | Medalla de plata   | Florete por equipos |
| Juegos Europeos    |                    |                    |                     |
| Año                | Lugar              | Medalla            | Prueba              |
| 2023               | Cracovia (Polonia) | Medalla de plata   | Florete por equipos |
| Campeonato Europeo |                    |                    |                     |
| Año                | Lugar              | Medalla            | Prueba              |
| 2025               | Génova (Italia)    | Medalla de plata   | Florete por equipos |